# Odbicie lambertowskie
Odbicie lambertowskie – odbicie rozproszone przez idealnie matową powierzchnię, opisane prawem Lamberta. Jest stosowanym w grafice komputerowej modelem oświetlenia powierzchni matowych (takich jak papier, kreda) przez światło punktowe. Było badane przez J.H. Lamberta, który wprowadził opis tego zjawiska w swojej pracy Photometria wydanej w 1760 roku.
Powierzchnie idealnie matowe rozpraszają światło w jednakowy sposób we wszystkich kierunkach i dlatego wydają się jednakowo jasne, niezależnie od kąta patrzenia.
Jeśli strumień światła ma nieskończenie mały przekrój {\displaystyle dA,} to oświetla on powierzchnię równą {\displaystyle {\frac {dA}{\cos \alpha }},} gdzie {\displaystyle \alpha } to kąt pomiędzy wektorem normalnym {\displaystyle {\vec {N}}} a kierunkiem {\displaystyle {\vec {L}}} do światła.
Dla powierzchni matowych prawdziwe jest prawo Lamberta, które mówi, że natężenie światła docierające z powierzchni elementarnej {\displaystyle dA} do obserwatora jest proporcjonalne do cosinusa kąta pomiędzy {\displaystyle {\vec {N}}} a kierunkiem do obserwatora. Ale pole powierzchni obserwowanej pod tym kątem jest z kolei odwrotnie proporcjonalne do cosinusa kąta (analogicznie jak to ma miejsce dla strumienia światła). Dlatego cosinusy znoszą się, co oznacza, że natężenie światła docierające do obserwatora zależy wyłącznie od {\displaystyle \cos \alpha }.
Natężenie to wyraża się wzorem:
{\displaystyle I=I_{a}+I_{d}k_{d}\cos \alpha ,}
gdzie:
{\displaystyle I_{a}} – natężenie światła otoczenia,
{\displaystyle I_{d}} – natężenie światła punktowego źródła światła,
{\displaystyle k_{d}\in [0,1]} określa jaki procent energii światła padającego na powierzchnię ulega odbiciu.
Jeśli wektory {\displaystyle {\vec {N}}} i {\displaystyle {\vec {L}}} są znormalizowane (ich długość jest równa jeden), to równanie można zapisać używając iloczynu skalarnego:
{\displaystyle I=I_{a}+I_{d}k_{d}({\vec {N}}\cdot {\vec {L}}).}
Jeśli odległość światła od obiektów jest bardzo duża (dąży do nieskończoności), wówczas kąt pomiędzy {\displaystyle {\vec {N}}} a {\displaystyle {\vec {L}}} jest praktycznie stały. Wówczas takie światło nazywa się kierunkowym.